# زینیب
{{chembox
| verifiedrevid = 431571449
|   ImageFileL1 = Zn2+.svg
|   ImageSizeL1 = 80px
|   ImageFileR1 = Zineb.svg
|   ImageSizeR1 = 150px
| IUPACName = zinc ethane-1,2-diylbis(dithiocarbamate)
| OtherNames = [[1,2 ethanediylbis[dithiocarbamodithioato](2−)]] zinc,
Dithane Z-78, Aphytora, Amitan
| Section1 = ! شناساگرها
|-
| شماره ثبت سی‌ای‌اس
| 12122-67-7 
|-
| پاب‌کم
| 3032296
|-
| کم‌اسپایدر
| 2297309
|-

| KEGG
| C15232 
|-
| جی‌مول-تصاویر سه بعدی
|Image 1
|-
| 
- [Zn+2].[S-]C(=S)NCCNC(=S)[S-]

|-
| 
- InChI=1S/C4H8N2S4.Zn/c7-3(8)5-1-2-6-4(9)10;/h1-2H2,(H2,5,7,8)(H2,6,9,10);/q;+2/p-2
Key: AMHNZOICSMBGDH-UHFFFAOYSA-LInChI=1/C4H8N2S4.Zn/c7-3(8)5-1-2-6-4(9)10;/h1-2H2,(H2,5,7,8)(H2,6,9,10);/q;+2/p-2
Key: AMHNZOICSMBGDH-NUQVWONBAD

|-
| Section2 = ! خصوصیات
|-
| فرمول مولکولی
| C4H6N2S4Zn 
|-
| جرم مولی
| ۲۷۵٫۷۷ g mol−1
|-
| شکل ظاهری
| light colored powder
|-

| Section3 = 
}}
زینیب (به انگلیسی: Zineb) یک ترکیب شیمیایی است. که جرم مولی آن ۲۷۵٫۸ g/mol می‌باشد. شکل ظاهری این ترکیب، پودر رنگ روشن است.